# Ašalim
Ašalim (hebrejsky אֲשָׁלִים, doslova „Tamaryšky“, v oficiálním přepisu do angličtiny Ashalim) je vesnice typu společná osada (jišuv kehilati) v Izraeli, v Jižním distriktu, v Oblastní radě Ramat ha-Negev.

## Geografie
Leží v nadmořské výšce 316 metrů v centrální části pouště Negev. Jde o aridní oblast, ve které jsou jen drobné enklávy zemědělsky využívané půdy v bezprostředním okolí vesnice. Severně od vesnice začíná zcela suchá oblast písečných dun Cholot Chaluca. Zdejší krajina má mírně zvlněný terén, který člení četná vádí. Na západním okraji obce je to vádí Nachal Besor.
Obec se nachází 60 kilometrů od břehu Středozemního moře, cca 123 kilometrů jižně od centra Tel Avivu, cca 104 kilometrů jihozápadně od historického jádra Jeruzalému a 32 kilometrů jihojihozápadně od města Beerševa. Ašalim obývají Židé, přičemž osídlení v tomto regionu je etnicky převážně židovské. Zhruba 7 kilometrů severně od vesnice ale leží rozsáhlý shluk rozptýlených příbytků arabských beduínů v lokalitě zvané Bir Hadadž, kterou obývají cca 4000 polokočovných beduínů. Tato osada nebyla dlouho oficiálně uznána, přestože o to usilovali její obyvatelé i úřady Oblastní rady Ramat ha-Negev. Později se dočkala uznání a byla začleněna do Oblastní rady Abu Basma.
Ašalim je na dopravní síť napojen pomocí lokální silnice 211.

## Dějiny
Ašalim byl založen v roce 1976. Zakladateli byla skupina pěti rodin, které se zprvu usadily v nedaleké lokalitě Bir Asludž (poblíž dnešního parku Golda nedaleko od vesnice Maš'abej Sade). Po tři roky zde osadníci pobývali v provizorních podmínkách, až se roku 1979 přestěhovali na nynější místo. Vesnici tehdy navštívil i Jicchak Rabin.
Poblíž vesnice vyrostl také komplex Kfar Adi'el (כפר עדיאל), který je součástí sítě drobných studentských vesnic zřizovaných v Negevu z iniciativy organizace Ajalim (ta byla založena roku 2002 na podporu vazeb mezi mladou generací Izraelců a periferními regiony státu). Šlo o první podobný areál zbudovaný touto organizací, která zde zároveň má své sídlo. Pojmenován je podle Adi'ela Zwebnera, jednoho ze zakladatelů asociace Ajalim, který tragicky zemřel při dopravní nehodě krátce před otevřením vesnice. Pobývá zde 60 studentů Ben Gurionovy univerzity, kteří vykonávají v okolních obcích dobrovolnické práce. Zároveň tu bylo zřízeno komunitní centrum, které provozuje vzdělávací a sociální aktivity. Probíhá zde výstavba trvalých domů s cílem zvýšit kapacitu komplexu na 150 studentů a zbudovat zde i některé objekty veřejného charakteru.
Obyvatelé osady pracují většinou v sektoru služeb, často mimo obec. Rozvíjí se turistický ruch. K dispozici je tu plavecký bazén, sportovní areály, synagoga, knihovna a společenské středisko.
V roce 2008 se ohlašovalo, že poblíž vesnice Ašalim by měla vyrůst obří solární elektrárna (elektrárna Ašalim) sestávající ze dvou komplexů s celkovým plánovaným výkonem 250 MW. Výběrové řízení na provozovatele mělo být hotovo do konce roku 2008. Ještě v říjnu 2009 se ale uvádělo, že tendr má zpoždění kvůli právním a úředním průtahům. V roce 2010 oznámila společnost Ormat Industries, že se zapojuje do konsorcia firem, které o zadání zakázky na provoz elektrárny usilují.

## Demografie
Obyvatelstvo osady je sekulární. Podle údajů z roku 2014 tvořili naprostou většinu obyvatel v Ašalim Židé (včetně statistické kategorie "ostatní", která zahrnuje nearabské obyvatele židovského původu ale bez formální příslušnosti k židovskému náboženství).
Jde o menší obec vesnického typu s dlouhodobě rostoucí populací. K 31. prosinci 2014 zde žilo 417 lidí. Během roku 2014 populace stoupla o 1,5 %.
| Rok            | 1983 | 1995 | 2001 | 2003 | 2004 | 2005 | 2006 | 2007 | 2008 | 2009 | 2010 | 2011 | 2012 | 2013 | 2014 |
| -------------- | ---- | ---- | ---- | ---- | ---- | ---- | ---- | ---- | ---- | ---- | ---- | ---- | ---- | ---- | ---- |
| Počet obyvatel | 103  | 138  | 201  | 202  | 233  | 252  | 271  | 312  | 320  | 261  | 275  | 313  | 386  | 411  | 417  |